# 车晓
车晓（1982年6月12日—），女，北京人，中国大陆演员，毕业于北京电影学院表演系2000级。

## 家庭
祖父郑红羽，祖母车毅。父亲车晓彤，母亲王丽云，前夫李兆会。2010年，與山西首富李兆會結婚，但婚姻僅維持1年3個月，車曉就宣布和李兆會離婚，傳言車曉要求了3億人民幣分手費，不過車曉澄清沒有這回事。

## 作品

### 电视剧
- 2005年 《水兵俱乐部》饰 窦豆
- 2005年 《沉默的证人》又名《死亡日记》饰 叶小晶
- 2005年 《城市的谎言》饰 于玲
- 2005年 《背后有人》饰 董枫
- 2006年 《心火》饰 崔佳童明
- 2006年 《生于六十年代》饰 丁淑惠
- 2007年 《大院子女》饰 方玮
- 2007年 《水中花之红粉帝国》饰 秦小莲
- 2007年 《红罂粟2》饰 缪兰
- 2007年 《狂花凋落》饰 李奇玛
- 2007年 《钻石王老五的艰难爱情》饰 林雨馨
- 2008年 《身份的证明》饰 韩苓
- 2008年 《爱你所以离开你》饰 郝玲
- 2008年 《最后的99天》饰 贾程程
- 2009年 《南下》饰 司徒梅
- 2009年 《说谎的爱人》饰 董妮
- 2012年 《大男当婚》饰 徐若云
- 2012年 《浦江危情》饰 沈海萍
- 2014年 《别逼我结婚》饰 何小河
- 2014年 《满仓进城》饰 景梅
- 2015年 《加油吧实习生》饰 郝敏
- 2015年 《酸甜苦辣小夫妻》饰 田丽丽
- 2015年 《我爱男保姆》》饰 高雅文
- 2016年 《好先生》饰 甘敬
- 2017年 《青恋》饰 沈聆
- 2017年 《生逢灿烂的日子》饰 裴小云
- 2018年 《江河水》饰 丁薇薇
- 2019年 《激荡》饰 林霞
- 2019年 《桔子街的断货男》饰 姚安娜
- 2020年 《完美关系》饰 聂灵子
- 2020年 《清平乐》饰 李宸妃
- 2020年 《亲爱的自己》饰 王子茹
- 2020年 《幸福里的故事》饰 胡美中
- 2020年 《有翡》饰  李瑾容
- 2021年 《扫黑风暴》饰 李丽涓(客串)
- 2022年 《胆小鬼》(網絡劇)饰 汪茹
- 待播中 《谜·途》(網絡劇)
- 待播中 《你好，岳父大人》

### 电影
- 2005年 《雪落无声》 饰：徐青青
- 2006年 《我把初吻献给谁》 饰：玲子
- 2008年 《非诚勿扰 (电影)》饰：性冷淡女
- 2014年 《破局》 饰：张芸
- 2014年 《一生一世》
- 2015年 《恋爱排班表》 饰：玉莲
- 2016年 《真相禁區》饰：沈嘉美
- 2016年 《大唐玄奘》 饰：玄奘母亲
- 2016年 《情圣》
- 2023年 《开国将帅授衔1955》